# CD120
CD120, или TNFRSF1, (англ. tumor necrosis factor receptor superfamily, member 1) — рецептор фактора некроза опухоли из надсемейства рецепторов фактора некроза опухоли.

## Типы
Существует два типа рецептора TNFR, кодирующиеся двумя различными генами:
- TNFRSF1A (TNF-R1, CD120a), один из основных рецепторов фактора некроза опухоли.
- TNFRSF1B (TNF-R2, CD120b).